# Hoplitis bubulca
Hoplitis bubulca är en biart som först beskrevs av Van der Zanden 1994.  Hoplitis bubulca ingår i släktet gnagbin, och familjen buksamlarbin. Inga underarter finns listade i Catalogue of Life.